# Tamar Zandberg
Tamar "Tami" Zandberg (en hebreo: תמר זנדברג‎) (Ramat Gan, 29 de abril de 1976) es una política israelí que actualmente ocupa un escaño como diputada del Knéset y ejerció como líder del partido izquierdista Meretz en las elecciones israelíes de abril de 2019. En el pasado fue concejal del ayuntamiento de Tel Aviv.

## Infancia y educación
Zandberg nació en Ramat Gan en 1976 y es hija de la periodista Esther Zandberg y de Yoel Zandberg, así como hermana del futbolista internacional israelí Michael Zandberg. Asistió al Instituto Blich y sirvió en el ejército israelí en el Cuerpo de Educación. Tiene un máster summa cum laude en Psicología Social por la Universidad Ben-Gurion del Néguev, una licenciatura en Psicología y Economía por la Universidad Hebrea de Jerusalén y un Grado de Derecho por la Universidad de Tel Aviv, y hasta el momento en el que entró en el Knéset impartía clases en el departamento de Gestión y Políticas Públicas de la Universidad Académica Sapir, cerca de Sederot. Actualmente está realizando un doctorado en Política y Gobierno en la Universidad Ben Gurion, investigando en el campo de la planificación territorial y los derechos humanos.

## Carrera política
Tamar Zandberg comenzó su carrera política en 2003 como ayudante parlamentaria del diputado de Meretz Ran Cohen, y se mantuvo en dicho puesto hasta 2008. También en 2003 concurrió a las elecciones municipales en el segundo puesto de la lista de Meretz para el ayuntamiento de Tel Aviv y resultó elegida concejal. Durante su mandato en el ayuntamiento, presidió el Comité de Asuntos de la Mujer de la ciudad y fue miembro tanto del Comité de Finanzas como del Comité de Vivienda Asequible. Fue la autora de una iniciativa para ofertar transporte público en Shabat que acabó aceptándose en 2012 y promovió también una acción legislativa contra la apertura de clubes de streaptease; también ayudó a favorecer los matrimonios civiles y entre personas del mismo sexo y promovió la creación de pequeños negocios regentados por mujeres.
Zandberg fue una de las principales activistas detrás de las protestas sociales que florecieron en Israel en el verano de 2011; de hecho, fue miembro del grupo de expertos que planteó la plataforma de alojamiento y transporte del movimiento. Debido a la violenta supresión de las protestas en Tel Aviv, Zandberg lideró, junto con otros miembros del grupo municipal de Meretz, la retirada de su partido de la coalición que gobernaba la ciudad con el alcalde Ron Huldai. Antes de entrar en el Knéset, encabezaba la oposición interna de Na'amat, el principal sindicato femenino israelí, y era miembro del Comité de Control de la Cámara de Representantes de Histadrut, la mayor organización sindical de Israel.
Para las elecciones de 2013, Zandberg ocupó el sexto puesto de la lista de Meretz después de haberse financiado la campaña mediante un sistema de crowdsourcing en el que se permitía a la gente donar pequeñas sumas de hasta 1000 séquels (algo menos de 250 euros). Su partido obtuvo seis escaños y Zandberg consiguió así su plaza de diputada. Durante su primer mandato fundó y copresidió el Lobby para un Transporte Sostenible, se implicó en la financiación del Lobby para la Renovación Urbana y encabezó el Subcomité de Playas Israelíes. Entre las iniciativas parlamentarias que lanzó se encontraban diversas propuestas para despenalizar el uso personal del cannabis, mejorar las licencias por paternidad, extender los servicios de transporte público a los nuevos barrios, prohibir la discriminación en la sanidad y la educación, limitar las exportaciones de armas a países que violan los derechos humanos, prohibir el cobro de entradas para acceder a las playas y evitar la violencia policial.
En las elecciones de 2015 ocupó la quinta plaza de Meretz y, cuando su partido obtuvo tan solo cuatro escaños, todo parecía indicar que perdería su plaza en el Knéset. La líder de Meretz, Zehava Gal-On, anunció que dimitiría del Knéset y de la presidencia del partido para permitir que Zandberg, una figura en auge dentro del partido, pudiera volver a entrar en el Knéset como cuarta parlamentaria de Meretz. Sin embargo, Zandberg instó a Gal-On a reconsiderar su decisión y a que permaneciese como líder del partido en el parlamento. Finalmente, cuando se contaron los votos a distancia y los de los soldados, Meretz obtuvo un inesperado quinto escaño que hizo innecesaria la dimisión de Gal-On, permitiéndole continuar como líder de partido.
Tras su reelección, Zandberg pasó a ser miembro del Comité de Asuntos Internos y Medio Ambiente y presidenta del Comité sobre Drogas y Alcoholismo, convirtiéndose en la primera política en dicho cargo que defiende la despenalización del cannabis. También colideró el Lobby Socio-Ecológico y el Lobby por un Transporte Sostenible, a lo que se unió su liderazgo en el Lobby por la Renovación Urbana. Ganó el Green Globe Award from Life and Environment por su trabajo como funcionaria que promueve una legislación ecológica y sostenible.
El 22 de marzo de 2018, Zandberg ganó las elecciones primarias por el liderazgo de Meretz con un 71% de los votos. Durante la campaña para las elecciones de abril de 2019, Zandberg llevó ante el Comité Electoral Central la decisión de la ciudad ortodoxa de Bnei Brak de prohibir la presencia de mujeres en los carteles de propaganda electoral. El presidente de dicho comité aceptó la protesta de Zandberg y obligó al municipio de Bnei Brak a no discriminar por razón de sexo en los carteles electorales de la ciudad. El día de las elecciones, Zandberg se trasladó a varias localidades de mayoría árabe, como Kfar Qasim, lo que incrementó notablemente el voto árabe-israelí a Meretz y propició que el partido lograse sobrepasar la barrera mínima del 3,25% de los votos para entrar en el parlamento.
Ante la repetición de las elecciones israelíes, ocasionada por la incapacidad del candidato mayoritario Benjamin Netanyahu para formar gobierno, Meretz volvió a convocar unas elecciones primarias para elegir a su líder. El exdiputado Nitzan Horowitz ganó las primarias y desbancó a Tamar Zandberg como líder del partido.
Tamar Zandberg se define a sí misma como feminista, ecologista urbana y socialdemócrata. Ha participado en las movilizaciones de la organización feminista Mujeres del Muro, que exige igualdad de derechos para las mujeres a la hora de rezar en el Muro de las Lamentaciones, y ha encabezado numerosas campañas para proteger espacios naturales de grandes empresas multinacionales. También es una de las principales líderes del parlamento en la defensa de los derechos de los animales.

## Vida personal
Zandberg está divorciada y tiene una hija. Actualmente vive en Tel Aviv con su hija y su pareja, Uri Zaki, exdirector ejecutivo de B'Tselem en Estados Unidos.